# Erna Waßmer

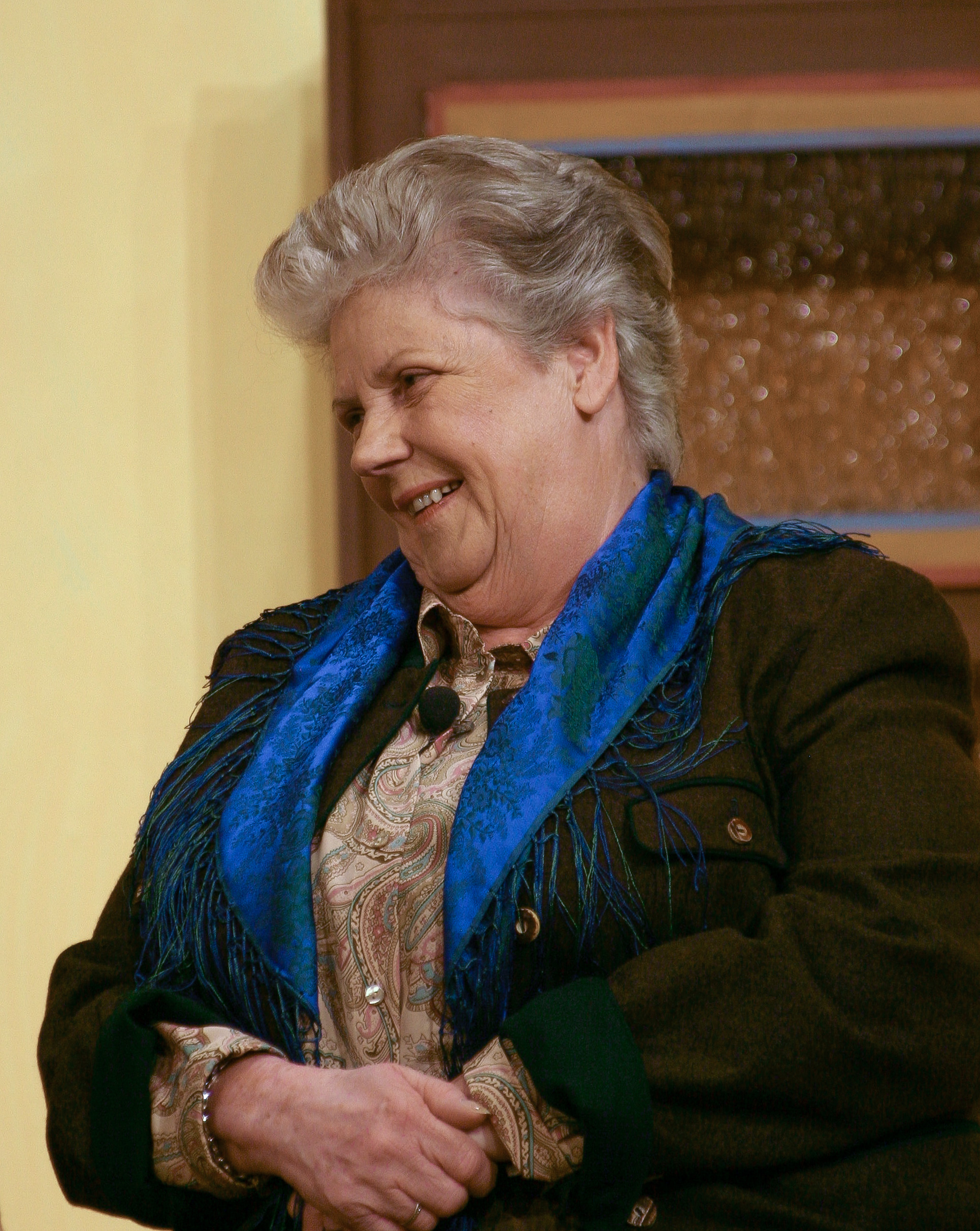
Erna Waßmer in Peter Steiners Theaterstadl, 2007

Erna Waßmer, auch Erna Wassmer oder Erna Bayerl (* 5. August 1933; † 30. März 2016 in Unterbrunn) war eine deutsche Volksschauspielerin.

## Leben
Erna Waßmer stand seit ihrer Jugend auf den Bühnen verschiedener bayerischer Volkstheater. Als Peter Steiner 1980 seinen Theaterstadl gegründet hatte, war sie von Anfang an präsent.
Bis zuletzt war sie noch mit Peter Steiners Tochter Gerda Steiner auf der Bühne zu sehen. Einem bundesweiten Publikum wurde sie als Haushälterin Martha Brunnacker in der deutschen Arztserie Dr. Stefan Frank – Der Arzt, dem die Frauen vertrauen bekannt.
Erna Waßmer hatte zwei Töchter, Katharina und Margot. Sie wurde auf dem Friedhof an der St. Laurentiuskirche im Ortsteil Unterbrunn in Gauting beigesetzt.

## Filmografie (Auswahl)

### Fernsehserien
- 1971: Königlich Bayerisches Amtsgericht  (als Erna Bayerl, 1 Folge)
- 1984: Franz Xaver Brunnmayr (11 Folgen)
- 1985: Polizeiinspektion 1
- 1988: Chiemgauer Volkstheater: Der Verkaufte Großvater
- 1989: Löwengrube
- 1993–1995: Zum Stanglwirt (41 Folgen)
- 1995–2000: Dr. Stefan Frank – Der Arzt, dem die Frauen vertrauen
- 1997: Weißblaue Wintergeschichten

### Der Komödienstadel
- 1970: Der Ehrengast – als Frau Wimmer
- 1984: Doppelte Moral – als Theres
- 1986: Das Prämienkind – als Afra, Mitterdirn bei Scheidegger
- 1990: Die hölzerne Jungfrau – als Stasi Weidinger

### Peter Steiners Theaterstadl
- 1989: Der bayerische Schutzengel – als Vroni Meierhofer
- 1989: Der störrische Kurgast – als Leni Schweinsberger
- 1989: Die Unschuldslamperl – als Paula Hammelmaier
- 1989: Die Geliebte im Schrank – als Lena Bachwieser
- 1989: Null Problem – als Luise Obermüller
- 1989: Der Held – als Kathi Bergmoser
- 1989: Kein Auskommen mit dem Einkommen – als Frieda Bogner
- 1990: Der irre Theodor – als Erna Gatterer
- 1990: Lügen haben lange Beine – als Rosl Messner
- 1990: Der Dorfschlawiner – als Anna Mooshammer
- 1990: Vater werden… – als Agath
- 1990: Nur keine Männer – als Anna Haller
- 1990: Der Ehestreik – als Philomena Wurzel
- 1991: Sei net so dumm, Opa – als Irma Kragler
- 1991: Jessas, der Storch – als Barbara Zehntmaier
- 1991: Die drei Dorfheiligen – als Uschi Hilgermoser
- 1991: Alles beim Teufel – als Barbara, Hauserin
- 1991: Wer ist der Vater? – als Mali, Haushälterin
- 1991: Der Kohlrabi-Apostel – als Betti Moser, Tante
- 1991: Blaues Blut und Erbsensuppe – als Berta, Köchin
- 1991: Berta, die Glückssau – als Thilde Hirnbeiß
- 1991: Die Bierkur – als Resi Voglmeier
- 1991: Der Alimentenschwindler – als Kreszenz Quastl
- 1991: Der Zwillingsbruder – als Stasi Hintermoser
- 1991: Ein Millionär im Haus – als Agnes Hackenmaier
- 1991: Rambazamba oder das verrückte Wochenende – als Isolde Knorbel
- 1993: Die ansteckende G’sundheit – als Betti, Köchin
- 1993: Das Loch in der Wand – als Anna Biersack
- 1993: Dallas is a Dreck dageg’n – als Erna Paintner
- 1993: Wenn der Wasserhahn tropft – als Barbara Nußbeck
- 1993: Sexskandal in Knibbelsbrunn – als Veronika Huber
- 1993: Alois, wo warst du heute Nacht? – als Cilli Rieger
- 1993: Der schwarze Ochs vom Ammersee – als Zenzi, Kellnerin
- 1994: Wenn des bloss guat geht – als Rosalinde Haberl
- 2005: Jessas, i bin Vater – als Moni Haslacher
- 2005: Der falsche Bräutigam – als Theres Stiftner
- 2008: Kreszenzia – Göttin der Liebe – als Resi Bachleitner
- 2009: Aufstand der Jungfrauen – als Anna Irlinger

### Spielfilme
- 1996: Der schönste Tag im Leben
- 1982: Jagerloisl
- 1998: Ein Bär für alle Fälle